# USS Florida (BB-30)
La USS Florida (BB-30) fu la prima delle corazzate dreadnought classe Florida della Marina Militare Statunitense. Ebbe una nave gemella, la Utah. La Florida fu impostata al New York Navy Yard nel marzo 1909, varata nel maggio 1910 e diventò operativanel settembre 1911. Era armata nella batteria principale con cannoni da 305 mm ed aveva delle linee molto simili alle precedenti corazzate della classe Delaware.
La Florida fu una delle prime navi ad arrivare durante l'occupazione statunitense di Veracruz all'inizio del 1914 e parte del suo equipaggio partecipò allo sbarco che occupò la città. Fu assegnata alla Nona Divisione Corazzate all'entrata in guerra degli Stati Uniti nella I guerra mondiale. La divisione fu mandata in Europa per unirsi alla Grand Fleet britannica. Durante la guerra la Florida e le altre unità della divisione furono riassegnate alla Sesta Squadra da Battaglia della Grand Fleet, conducendo pattugliamenti nel Mare del Nord e scortando convogli in Norvegia. Non vide comunque mai azioni di guerra con la flotta d'alto mare tedesca.
La Florida ritornò ai normali compiti del tempo di pace nel 1919. Tra il 1924 e il 1926 fu pesantemente rimodernata, includendo una revisione completa del sistema di propulsione. Rimase in servizio fino al 1930 quando, a causa del trattato navale di Londra, insieme alla sorella Utah, fu rimossa dal servizio attivo. In seguito, la Florida fu radiata nel 1931 e demolita a Filadelfia l'anno successivo.

### Fonti online
- "Colby Urges Ties with Latin America" (pdf). The New York Times. 5 dicembre 1920.
- "Florida V (Battleship No. 30) 1911–1931". Dictionary of American Naval Fighting Ships. Navy Department, Naval History & Heritage Command. 4 febbraio 2008. Recuperato il 29 maggio 2016.
- "Florida on the High Seas: Naval Ships Named "Florida"". Museum of Florida History. Recuperato il 20 maggio 2014.
- "International Treaty for the Limitation and Reduction of Naval Armament, Part I, Article 2". The Pacific War. Recuperato l'8 settembre 2013.
- "Medal of Honor Recipients – Mexican Campaign (Vera Cruz)". United States Army Center of Military History. 5 agosto 2010. Recuperato il 1 maggio 2013.
- Photo gallery della USS Florida (BB-30) presso NavSource Naval History